# National Gallery of Ireland

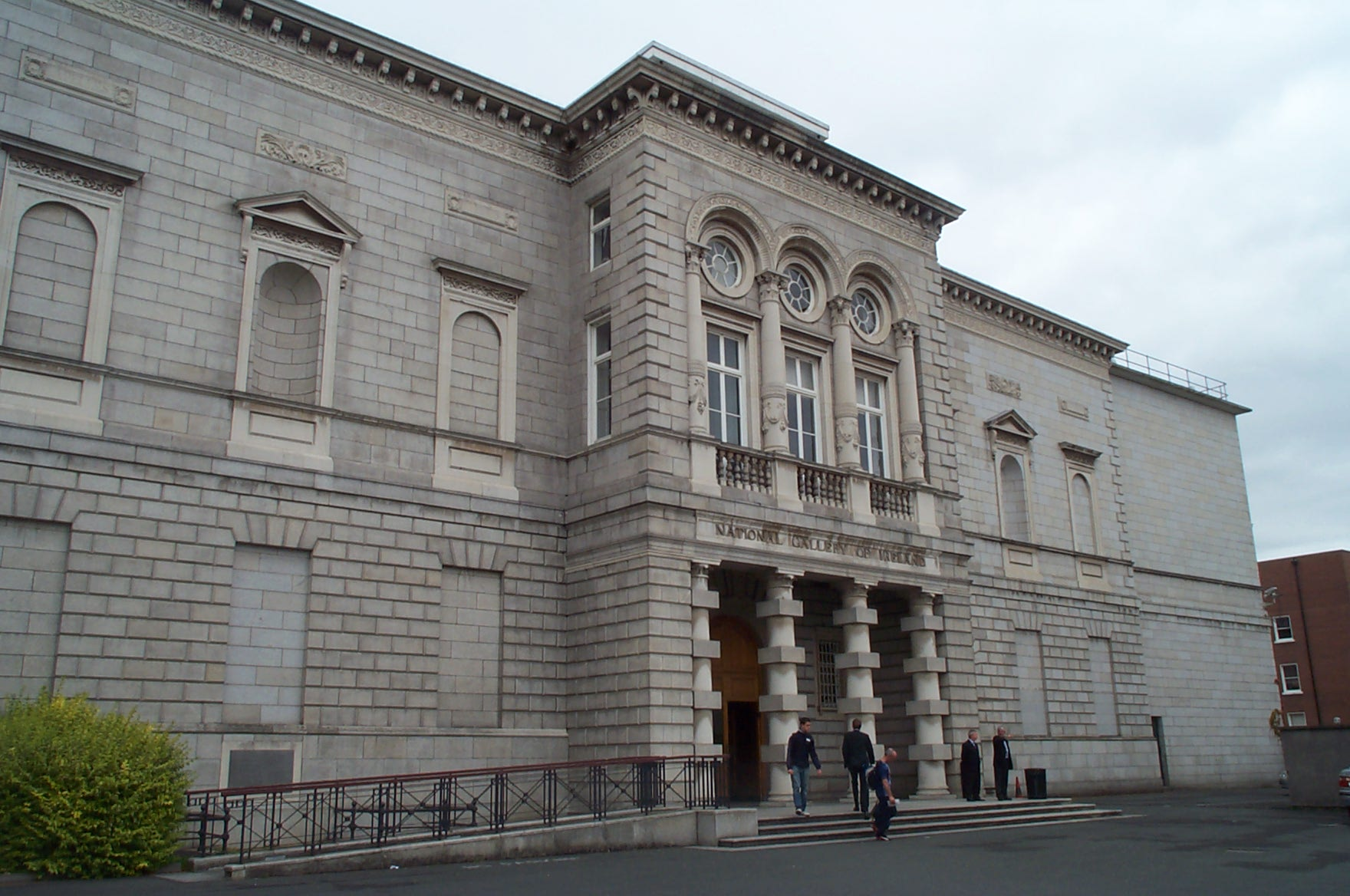
National Gallery of Ireland

National Gallery of Ireland i Dublin är ett irländskt konstmuseum.

## Viktiga verk i samlingen
Samlingen omfattar mer än 14 000 objekt, varav 2 500 oljemålningar, 5 000 teckningar 5 000 grafiska verk samt skulpturer, möbler och andra konstföremål.

### Spansk konst
- Luis de Moraless St Jerome in the Wilderness, 1570-talet
- Jusepe de Riberas St Onuphrius, sent 1620-tal
- Diego Velázquezs La mulata, omkring 1618
- Francisco de Zurbaráns The Immaculate Conception, tidigt 1660-tal
- Bartolomé Esteban Murillos The Return of the Prodigal Son, omkring 1660
- Francisco de Goyas Dona Antonia Zarate , omkring 1806
- Pablo Ruiz Picassos Still-Life with Mandolin, 1924
- Juan Gris Pierrot, 1921

### Fransk konst
- Jacques Yvernis Uppstigelsen, omkring 1435
- Nicolas Poussins Acis and Galatea, 1627–28 och Begråtandden aav en döde Kristus 1657–60
- Jean Lamaires Architecture Landscape with Classical Figures, 1627–30
- Jean-Honoré Fragonards Venus och Cupidus, omkring 1755
- Eugène Delacroix Demostenes på stranden, 1859
- Gustave Courbets Porträtt av Adolphe Marlet, 1851
- Alfred Sisleys Canal de Loings stränder vid Saint-Mammes, 1888

### Italiensk konst

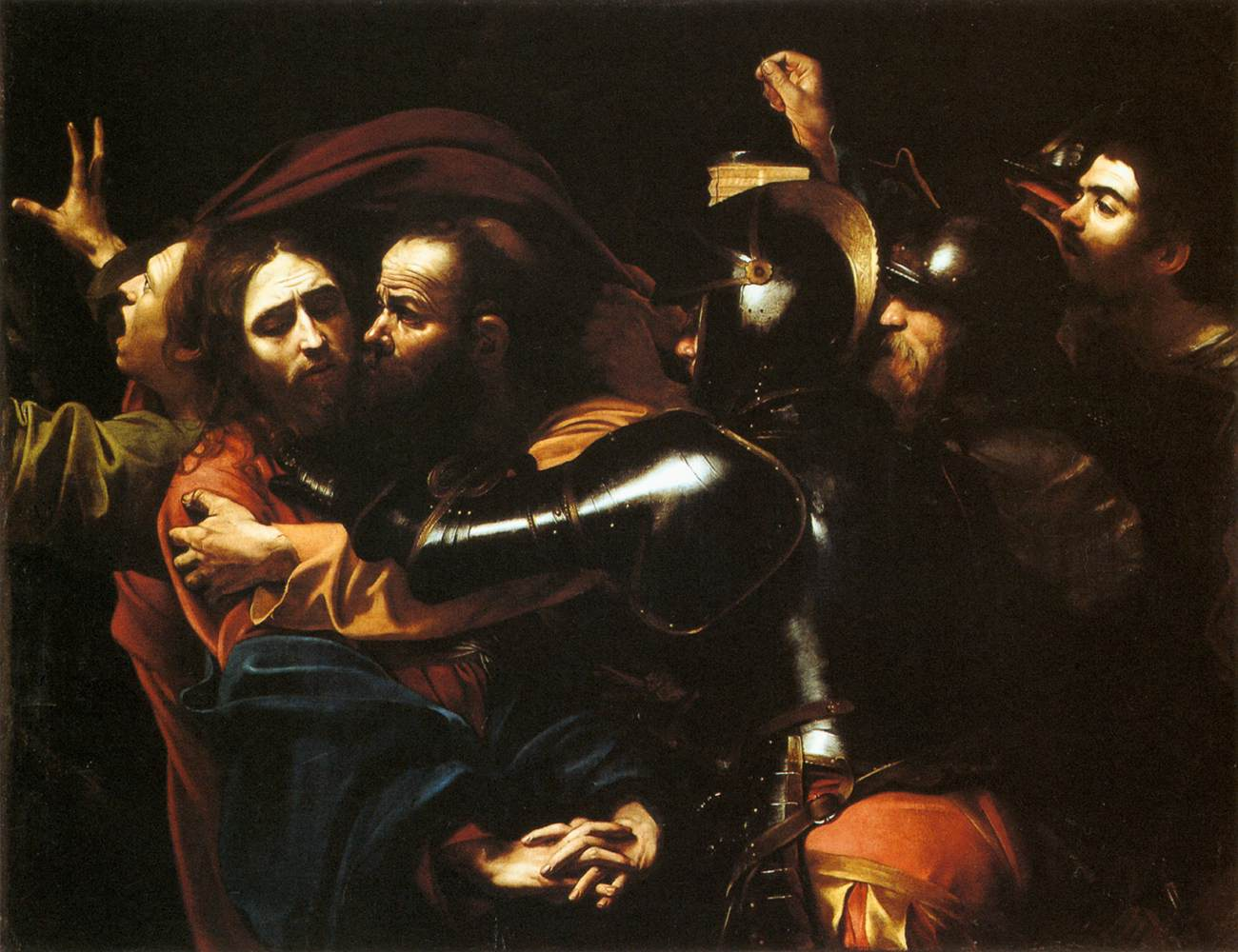
Caravaggios Judaskyssen ("The taking of Christ"), 1602

- Filippino Lippis Portrait of a Musician, sent 1480-tal
- Tizians Ecce Homo, 1558-60
- Andrea Mantegnas Judit och Holofernes, omkring 1595
- Caravaggios Judaskyssen ("The taking of Christ"), 1602
- Guido Renis The Suicide of Cleopatra, omkring 1639–40
- Domenichinos Saint Mary Magdalene, omkring 1625
- Guercinos Jacob blessing the Sons of Jacob, omkring 1620
- Carlo Marattas The Rape of Europa, omkring 1680–85

### Flamländsk konst
- Peter Paul Rubens St Peter finding the Tribute Mone, omkring 1630 och The Supper at Emmaus, omkring
- Anthonis van Dycks A Boy standing on a Terrace

### Holländsk konst
- Willem Cornelisz Duysters Interior with Soldiers, 1632
- Aelbert Cuyps Milking Cows, 1640-tal?
- Rembrandts Landscape with the Rest on the Flight into Egypt, 1647
- Jan Steens The Village School, omkring 1665, och The Marriage Feast at Cana, 1665–70
- Johannes Vermeers Dam som skriver ett brev, tillsammans med sin jungfru, 1670–1671

### Brittisk och amerikansk konst
- William Hogarths The Western Family, omkring 1738 och The Mackinen Children, omkring 1747
- Thomas Gainsboroughs A view in Suffolk, omkring 1746, Mrs Christopher Horton, 1766, och The Cottage Girl, 1785
- Joshua Reynolds Parody of Raphael's School of Athens, 1751 och The Temple Family, 1780–82
- John Singer Sargents The Bead Stringers of Venice, 1880–82